# 10671 Mazurova
10671 Mazurova è un asteroide della fascia principale. Scoperto nel 1977, presenta un'orbita caratterizzata da un semiasse maggiore pari a 2,4358530 UA e da un'eccentricità di 0,1722228, inclinata di 4,72077° rispetto all'eclittica.